# Гагаринское сельское поселение (Тюменская область)
Гагаринское се́льское поселе́ние — муниципальное образование в Ишимском районе Тюменской области Российской Федерации.
Административный центр — село Гагарино.

## История
Статус и границы сельского поселения установлены Законом Тюменской области от 5 ноября 2004 года № 263 «Об установлении границ муниципальных образований Тюменской области и наделении их статусом муниципального района, городского округа и сельского поселения»

## Население
| 2010 | 2011 | 2012 | 2013 | 2014  | 2015 | 2016 |
| ---- | ---- | ---- | ---- | ----- | ---- | ---- |
| 883  | ↘879 | ↘872 | ↘847 | ↘836  | ↘831 | ↗855 |
| 2017 | 2018 | 2019 | 2020 | 2021  |      |      |
| ↗876 | ↗907 | ↘866 | ↘865 | ↗1097 |      |      |

## Состав сельского поселения
| № | Населённый пункт | Тип населённого пункта       | Население |
| - | ---------------- | ---------------------------- | --------- |
| 1 | Гагарино         | село, административный центр | ↗1097     |